# Hapalogenys merguiensis
Hapalogenys merguiensis är en fiskart som beskrevs av Iwatsuki, Satapoomin och Amaoka 2000. Hapalogenys merguiensis ingår i släktet Hapalogenys och familjen Hapalogenyidae. Inga underarter finns listade i Catalogue of Life.